# Veronica nana
Veronica nana är en grobladsväxtart som beskrevs av Francis Whittier Pennell. Veronica nana ingår i släktet veronikor, och familjen grobladsväxter. Inga underarter finns listade i Catalogue of Life.